# 平業盛
平 業盛（たいら の なりもり）は、平安時代後期の平家一門の武将。平教盛の三男。官位は従五位下・蔵人。

## 略歴
父・教盛は平清盛の弟であり、業盛も平氏政権の全盛の中で若くして任官し栄達した。しかし寿永2年（1183年）7月、源義仲に追われ平家一門が都落ちすると、業盛も父や兄らと共にこれに従った。
寿永3年（1184年）2月7日、一ノ谷の戦いにおいて、兄らと共に山手の城戸口の防備にあたったが、源範頼の軍の手にかかり戦死。『平家物語』によると、業盛は常陸国の住人・土屋五郎重行と組んで討たれたとされている。
『源平盛衰記』にはその最期の様子が、以下の通りより詳しく描かれている。即ち、源義経の逆落としの奇襲によって大混乱に陥った平家軍は海上の船団に向かって敗走し始めた。業盛は馬上、渚に佇んでいたところを泥屋四郎吉安に組みかかられ、双方馬から落ちて上になり、下になりながら組み合っているうちに古井戸に落ちてしまった。業盛が上になって四郎の首を掻こうとするが、そこへ泥屋五郎が助けに現れて、業盛に兜に取りついた。業盛は振りほどこうとして、五郎は兜をつかんだまま投げ飛ばされた。だが、業盛は手負いになっており、五郎は起き上がると業盛の首を取り、兄を井戸から引き上げた。このとき業盛は17歳で、その力の強さに人々は感心したという。
『吾妻鏡』によると、この戦いで、兄の通盛、教経も討ち死にしている。このうち教経については『玉葉』などに生存説があり、『平家物語』『源平盛衰記』などの軍記物語ではこの後の屋島の戦い、壇ノ浦の戦いで大いに活躍している。
2月13日、一ノ谷の戦いで討たれた他の平家一門の首と共に京で獄門に処された。

## 画像集

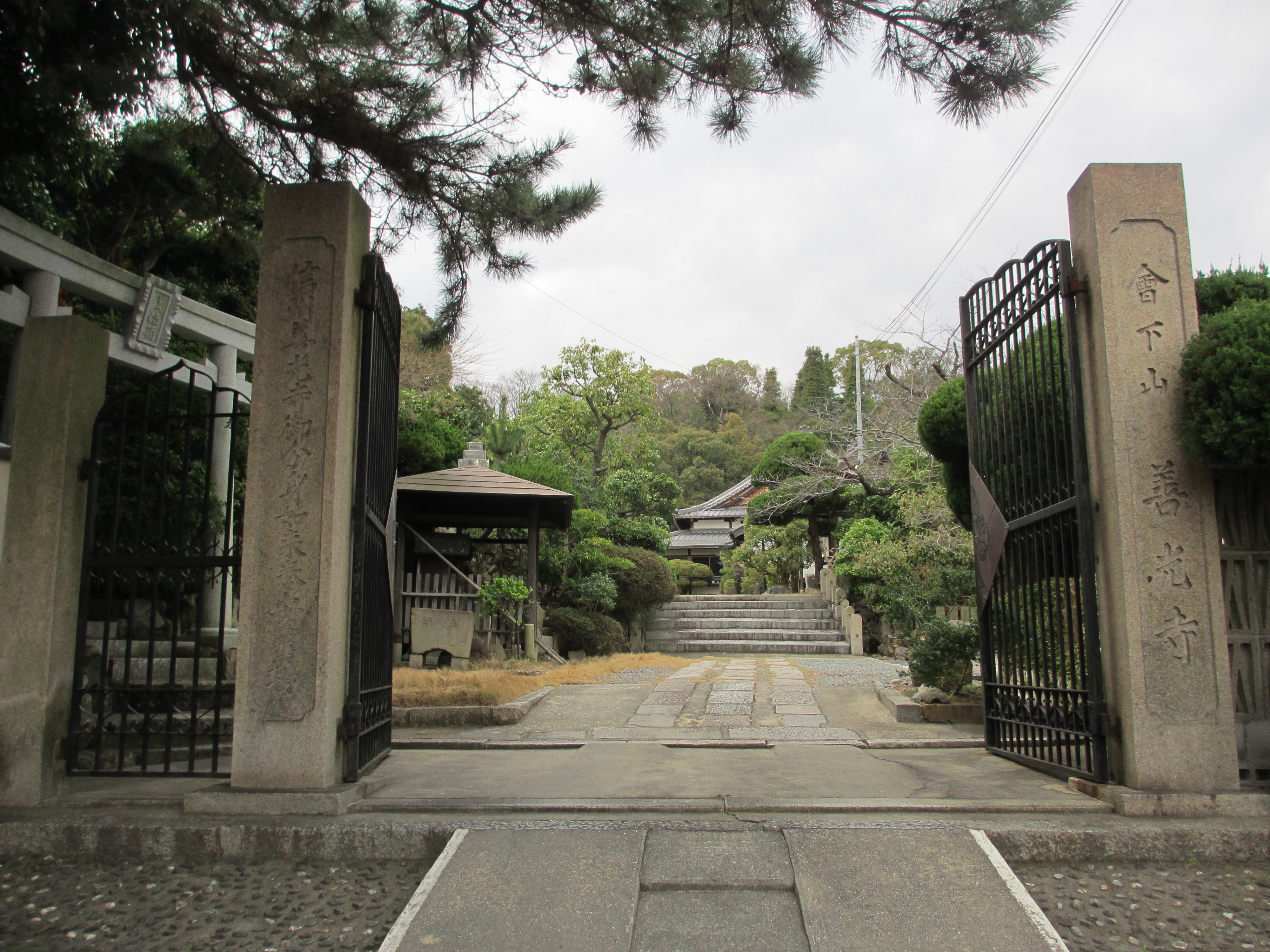
善光寺（神戸）（神戸市兵庫区会下山町２‐18‐13最寄地下鉄上沢駅、会下山公園脇）
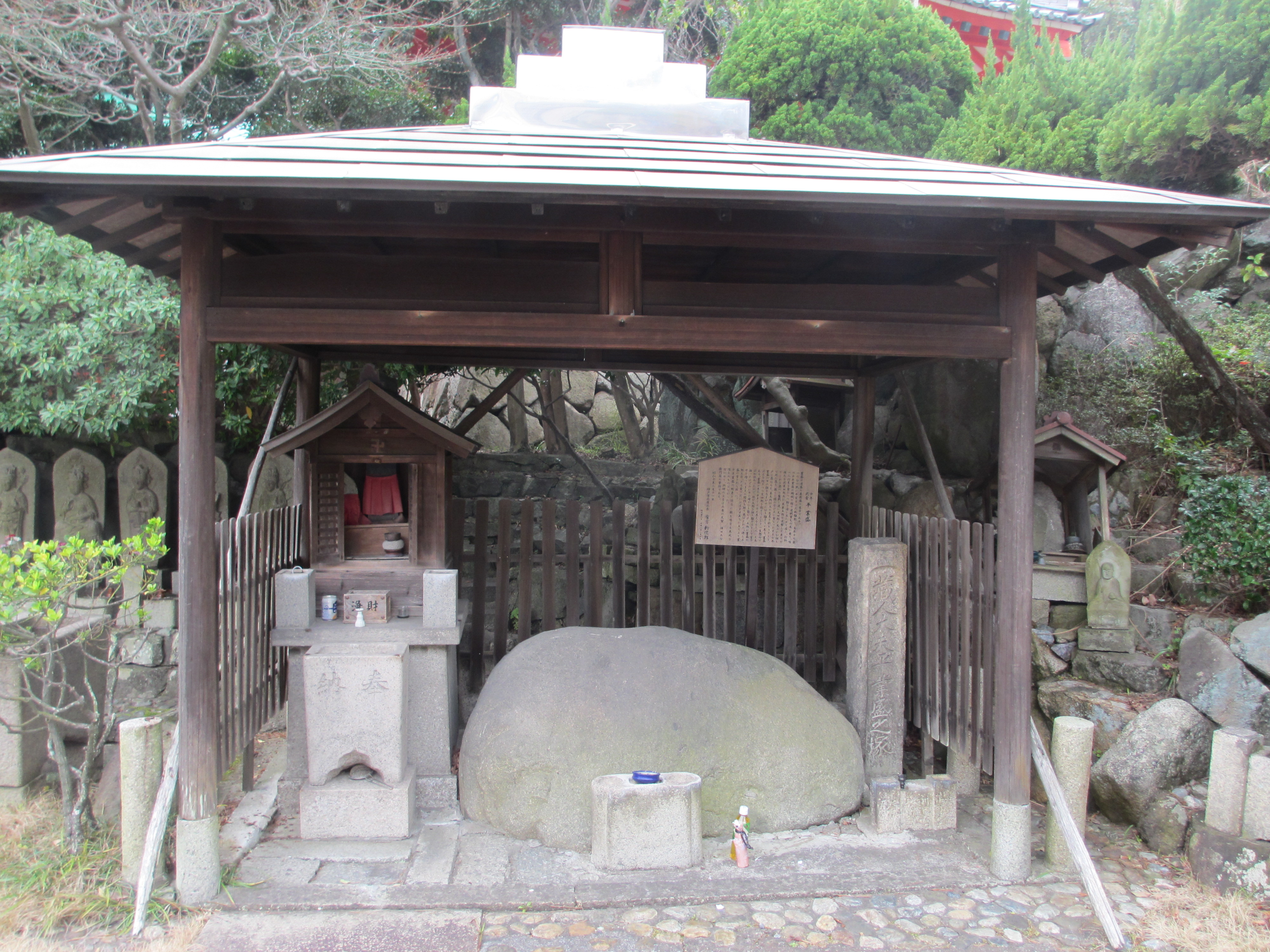
蔵人大夫平業盛之塚（善光寺山門潜り左手、詳細説明板あり）